# Melrose (hrabstwo Jackson)
Melrose – wieś w Stanach Zjednoczonych, w stanie Wisconsin, w hrabstwie Jackson.